# Љубивоје Гајић Ђока
Љубивоје Гајић Ђока (Мали Пожаревац, код Младеновца, 1904 — Мали Пожаревац, код Младеновца, 21. фебруар 1944), учесник Народноослободилачке борбе и народни херој Југославије.

## Биографија
Рођен је 1904. у селу Мали Пожаревац, код Младеновца. Потиче из богате земљорадничке породице. Бавио се земљорадњом и био је један од угледнијих домаћина у свом селу. Рано се почео бавити политичким радом и имао је доста утицаја на сељаке. Извесно време је био у опозицији, а затим се, под утицајем комуниста, прикључио радничком покрету и 1939. године постао члан Комунистичке партије Југославије. Био је иницијатор за отварање читаонице и народне трибине у свом селу, као и иницијатор стварања удружења револуционарне омладине у Малом Пожаревцу.
У Народноослободилачку борбу приступио је већ првих дана устанка јула 1941. године. Извесно време налазио се на дужности политичког комесара Треће чете Првог шумадијског партизанског одреда. Као члан Среског комитета КПЈ за грочански срез, радио је на организацији и мобилизацији народа за Народноослободилачки покрет. Извесно време био је секретар Среског комитета КПЈ у љишком срезу, а затим председник Окружног Народноослободилачког одбора за Младеновачки округ.
Погинуо је, у свом родном селу, 21. фебруара 1944. године, када је полиција открила одржавање партијског састанка с високим политичким руководиоцима и с целим водом припадника Српске државне страже опколила кућу. У неравноправној борби Љубивоје и остали другови пружили су отпор, борећи се неколико сати.
За народног хероја проглашен је 9. октобра 1953. године.